# 18. september
18. september er dag 261 i året i den gregorianske kalender (dag 262 i skudår). Der er 104 dage tilbage af året.
Titus dag, men det er usikker, hvilken Titus, da der findes flere helgener med navnet Titus, men det anses for mest sandsynligt, at det er den Titus, der ledsagede Paulus på flere af hans missionsrejser, og som senere blev udnævnt til biskop.
Dagen er en af de uheldige i Tycho Brahes kalender.

### Begivenheder
Født - Dødsfald
- 1759 - Québec erobres under Syvårskrigen af briterne.
- 1809 - Royal Opera House i London åbner.
- 1872 - Oscar 2. krones til konge af Sverige og Norge.
- 1906 - En tyfon og en tsunami dræber omkring 10.000 mennesker i Hong Kong.
- 1951 - 4. Maj Kollegiet på Frederiksberg indvies.
- 1964 - Den 18-årige prinsesse Anne-Marie vies ved et stort bryllup i Athen til den 23-årige kong Konstantin 2. af Grækenland.
- 1965 - Palle Sørensen skyder og dræber fire politibetjente på Amager.
- 1973 - DDR og Vesttyskland optages i FN.
- 1975 - Patty Hearst arresteres efter et år på FBIs liste over de mest eftersøgte personer.
- 1992 - Bogmessen BogForum åbner dørene i Forum København for første gang under titlen Vild med bøger.
- 2005 - Afghanistans borgere kan for første gang i 36 år stemme ved et demokratisk parlamentsvalg. 100.000 afghanske betjente og soldater samt 30.000 udenlandske soldater er med til at sikre ro og orden under valget.
- 2006 - Valget til Stortinget i Sverige giver en snæver valgsejr til den borgerlige koalition. Ny statsminister bliver Fredrik Reinfeldt fra partiet Moderata samlingspartiet (Moderaterna).
- 2006 - Talibans talsmand, mulla Mohammed Hanif, varsler angreb mod NATO-soldater i Afghanistan og udlover kontante præmier (5 kilo guld) for dræbte danske, norske og tyske soldater.
- 2014 - Ved en folkeafstemning om skotsk uafhængighed stemmer 55% af de skotske vælgere for at forblive i Storbritannien.

### Født
- 1709 - Samuel Johnson, engelsk forfatter og litteraturkritiker (død 1784).
- 1786 - Christian 8. dansk konge 1839-1848 (død 1848).
- 1807 - Mads Johansen Lange, dansk handelsmand på Bali (død 1856).
- 1819 - Jean Bernard Léon Foucault, fransk fysiker (død 1868).
- 1901 - Peter Deutsch, tysk/dansk komponist og musikarrangør (død 1965).
- 1905 - Greta Garbo (Greta Lovisa Gustafson), svensk skuespillerinde (død 1990).
- 1908 - Viktor Hambardzumjan, sovjetisk-armensk astrofysiker (død 1996).
- 1917 - June Foray, amerikansk skuespillerinde (død 2017).
- 1920 - Jack Warden, amerikansk skuespiller (død 2006).
- 1923 - Anne af Bourbon-Parma, dronning af Rumænien (død 2016).
- 1933 - Fred Willard, amerikansk skuespiller (død 2020).
- 1939 - Jorge Sampaio, portugisisk præsident (død 2021).
- 1940 - Frankie Avalon, amerikansk sanger og skuespiller.
- 1942 - Wolfgang Schäuble, tysk politiker (død 2023).
- 1946 - Gailard Sartain, amerikansk skuespiller.
- 1948 - Lecia Jønsson, dansk sangerinde.
- 1949 - Mo Mowlam, engelsk politiker (død 2005).
- 1949   - Peter Shilton, engelsk fodboldlandsholdsmålmand.
- 1951 - Ben Carson, amerikansk politiker.
- 1952 - Aminta Granera, chef for den nationale politiet i Nicaragua.
- 1954 - Takao Doi, japansk astronaut.
- 1964 - Curt Hansen, dansk stormester i skak.
- 1968 - Janus Kodal, dansk digter og forfatter.
- 1970 - Aisha Tyler, amerikansk skuespillerinde.
- 1971 - Lance Armstrong, amerikansk cykelrytter.
- 1973 - James Marsden, amerikansk skuespiller.
- 1974 - Sol Campbell, engelsk fodboldspiller.
- 1975 - Jason Sudeikis, amerikansk skuespiller.
- 1979 - Lasse Boesen, dansk håndboldspiller.
- 1983 - Rasmus Würtz, dansk fodboldspiller.
- 1984 - Nina Arianda, amerikansk skuespillerinde.
- 1986 - Tobias Mikkelsen, dansk fodboldspiller.
- 1988 - Lukas Forchhammer, dansk skuespiller og sanger.
- 1998 - Christian Pulisic, amerikansk fodboldspiller.
- 2003 - Aidan Gallagher, amerikansk skuespiller og musiker.

### Dødsfald
- 1137 - Erik 2. Emune, dansk konge (født ca. 1100) - myrdet.
- 1958 - Carl William Thalbitzer, grønlandsfarer (født 1873)
- 1961 - Dag Hammarskjöld, svensk diplomat, FNs generalsekretær 1953-61 og posthum modtager af Nobels Fredspris (født 1905).
- 1970 - Jimi Hendrix, amerikansk musiker (født 1942).
- 2004 - Russ Meyer, amerikansk kultfilminstruktør (født 1922).
- 2006 - Povl Ole Fanger, dansk forsker (født 1934).
- 2008 - Mauricio Kagel, tysk komponist (født 1931).
- 2021 - Chris Anker Sørensen, dansk cykelrytter (født 1984).
- 2024 - Jan Cocotte-Pedersen, dansk kok (født 1950).

|  | Denne datoartikel kan blive bedre, hvis der indsættes et (bedre) billede Du kan hjælpe ved at afsøge Wikimedia Commons for et passende billede eller uploade et godt billede til Wikimedia Commons iht. de tilladte licenser og indsætte det i artiklen. |